# واين هال
واين هال (بالإنجليزية: Wayne Hall)‏ (25 أكتوبر 1968 في المملكة المتحدة - ) هو لاعب كرة قدم بريطاني في مركز الدفاع. لعب مع نادي يورك سيتي ونادي غاينسبورو ترينيتي وHatfield Main F.C. ‏ ودارلينجتون إف سى.

## وصلات خارجية
- واين هال على موقع قاعدة بيانات كرة القدم.إي يو (الإنجليزية)
- واين هال على موقع Soccerbase.com (لاعب) (الإنجليزية)